# ENKA (bedrijf)

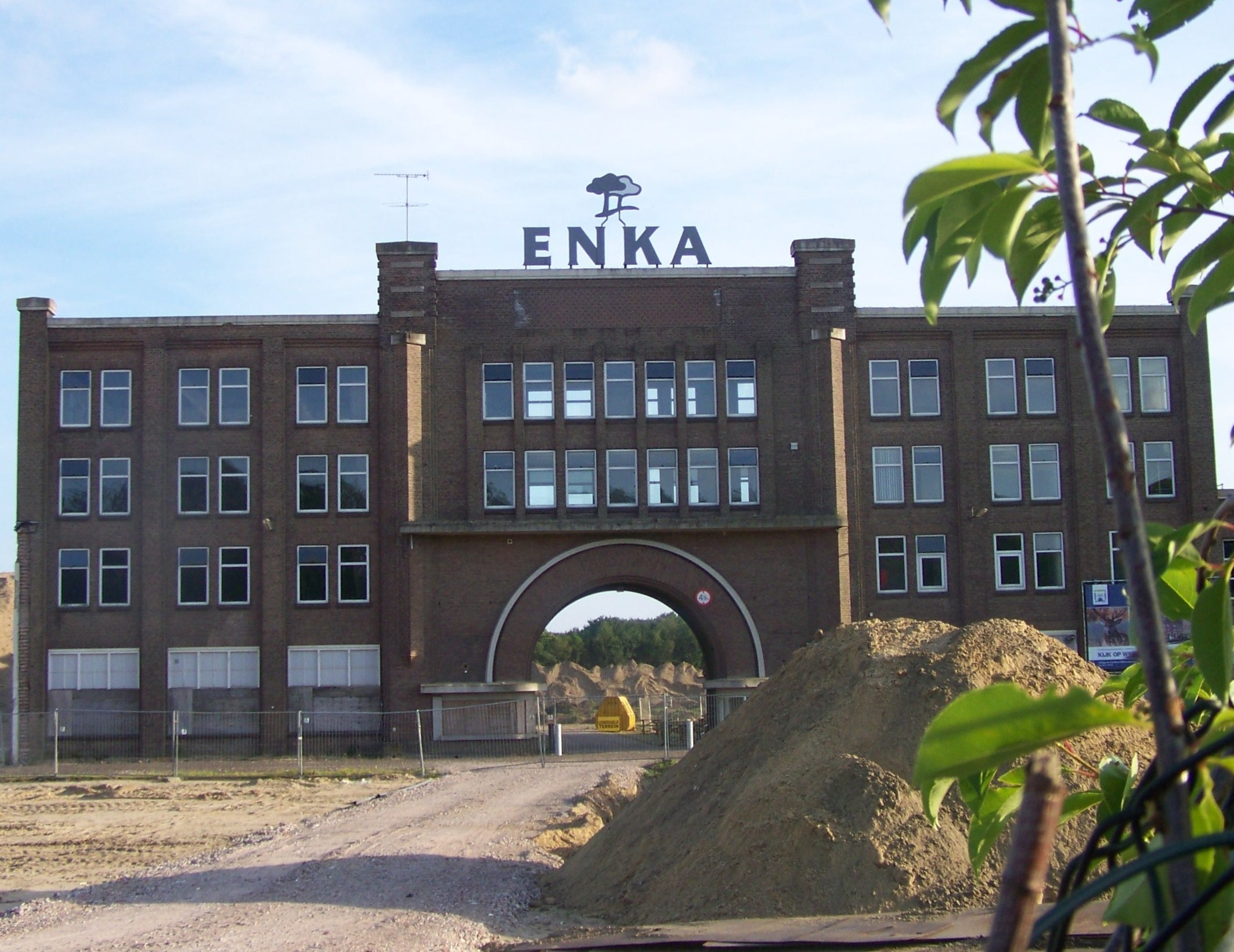
Het ENKA-poortgebouw in Ede (2010)

ENKA was een Nederlands, en later internationaal bedrijf dat kunstvezels vervaardigde. De naam staat voor Nederlandse Kunstzijdefabriek, waarvan de afkorting wordt uitgesproken als 'enka'. De eerste fabriek stond in Arnhem en werd in 1913 geopend. In 1922 kwam daarbij een fabriek in Ede. In de loop van de 20ste eeuw groeide Enka (later onder de hoede van AKZO) uit tot een grote internationale speler in de kunstvezelindustrie.

## Geschiedenis

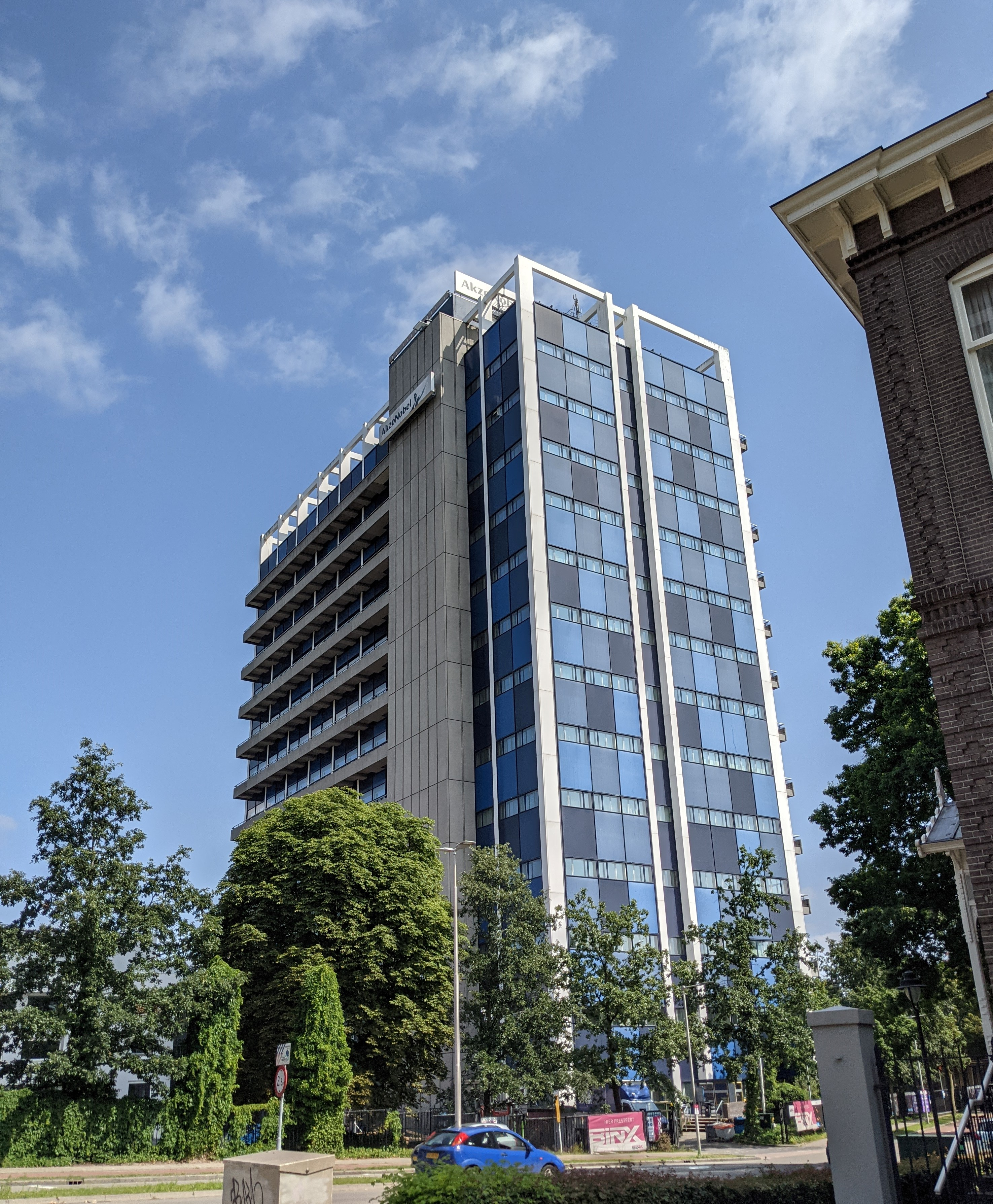
Voormalig hoofdkantoor in Arnhem (2021)

Aan het einde van de 19e eeuw werden technieken ontwikkeld voor de productie van een kunstvezel, waarmee goedkoper textiel kon worden geproduceerd. In het begin van de 20e eeuw was de technische ontwikkelingen zodanig gevorderd dat ook de industrie zich begon te ontwikkelen en in 1913 vestigde de heer J.C. Hartogs de ENKA in Arnhem. Een paar jaar later kon deze vestiging de vraag niet meer bijhouden en in 1922 opende de fabriek in Ede. Bij de keuze voor deze plaats waren de aanwezigheid van veel zuiver water en de ligging aan het spoor Arnhem-Utrecht een belangrijke factor geweest. Rond 1928 was de ENKA-fabriek in Ede de grootste fabriek van het land, maar timmerde ook internationaal aan de weg. In North Carolina ontpopte zich een heel dorp met de naam Enka, rond de aldaar opgerichte kunstgaren fabriek.  De naam van het bedrijf wijzigde in 1929, na een samengaan met het Duitse kunstvezelbedrijf Vereinigte Glanzstoff Fabriken (VGF), in Algemene Kunstzijde Unie (AKU). Het bedrijf telde toen ruim 5200 medewerkers, waaronder ongeveer 3200 vrouwen. 

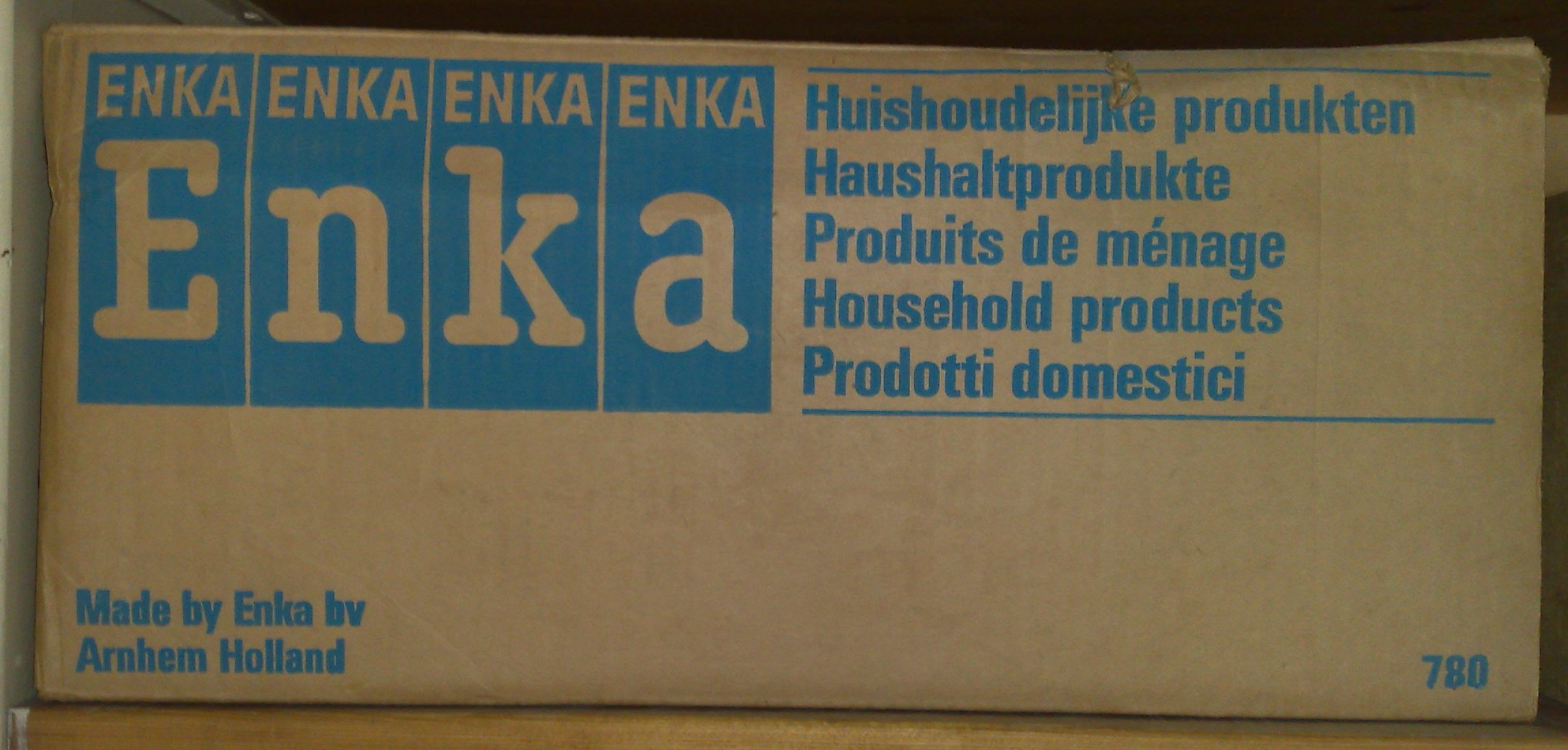
ENKA-verpakking

ENKA bleef ondertussen een productnaam, bijvoorbeeld voor kunststof zemen. Deze werd in Nederland bekend door een reclamespot, waarbij een glazenwasser een steeds langere baard kreeg, maar de zeem "maand, na maand, na maand, na maand" zonder gaten bleef. De stem werd ingesproken door Rudi Falkenhagen.
In 1969 werd na een aantal fusies de naam weer ingevoerd voor de kunstgarendivisie, die inmiddels ook vestigingen bezat in Drenthe, Noord-Brabant, het Ruhrgebied, de Verenigde Staten en Colombia. De AKU was intussen overgegaan in AKZO, wat in 1994 AkzoNobel werd.

### Bedrijfsbezetting
De naam ENKA is onlosmakelijk verbonden aan de eerste bedrijfsbezetting in Nederland. Op 18 september 1972 bezetten de werknemers van ENKA in Breda hun bedrijf uit protest tegen een structuurplan van het AKZO. Dat wilde het winstgevende bedrijf in Breda, de vroegere Hollandsche Kunstgaren Industrie, sluiten. De bezetting werd gesteund door de vakbonden NVV en NKV. Op 23 september werd de bezetting opgeheven nadat het structuurplan was ingetrokken.

### Personeel
De ENKA had als een van de grootste fabrieken van Nederland altijd behoefte aan personeel. Deze konden al snel na de vestiging in Ede niet meer allemaal in de regio worden gevonden en ENKA zetten landelijke campagnes op waarmee personeel in heel Nederland werd geworven. De fabriek liet ook huisvesting bouwen waarin de medewerkers konden wonen. Bekend in Ede zijn de huizen voor ENKA-dames, die nogal eens (te veel) aandacht kregen van dienstplichtige militairen in het nabijgelegen Garnizoenscomplex. In de jaren 60 waren er breed voor de Nederlandse industrie te weinig werknemers te vinden. Ook de ENKA kreeg hier mee te maken en stelde Spaanse en Turkse werknemers aan die bij zouden dragen aan de diversiteit van het Veluwse dorp Ede.

### Fabriekssluitingen en einde van de naam ENKA
In 1982 werd de fabriek in Breda alsnog gesloten, voorafgegaan door de vestiging in Emmer-Compascuum. In 2002 ten slotte viel het doek voor ENKA-Ede. AkzoNobel had de kunstgarendivisie inmiddels afgestoten, de resterende fabrieken gingen verder onder de naam Acordis. Daarna bleven de gebouwen jaren leeg staan en werden een rafelrand van de stad, een plek voor wandelaars en urban explorers. Er werd herhaaldelijk brand gesticht op het terrein, wat uiteindelijk zou leiden tot permanente bewaking van het complex.

## Sloop en herbestemming
In april 2008 werd begonnen met de sloop van de ENKA-gebouwen in Ede, om plaats te maken voor nieuwe bestemmingen, waaronder een woonwijk. Een aantal karakteristieke delen van de oude bebouwing is rijksmonument waaronder, de westvleugel (Westhal), het gebouw van de geneeskundige dienst, de bitterzoutloods (ook wel chemicalienmagazijn) en het kantinegebouw en worden geïntegreerd in de nieuwe wijk. Ook twee schoorstenen blijven behouden. In 2017 is de Westhal gerestaureerd en getransformeerd naar ' De Fietser'; een fiets Experience centrum. Het kantinegebouw is herbestemd tot schoolgebouw. In de bitterzoutloods zijn vijftien loftwoningen gerealiseerd die in 2016 zijn opgeleverd.

De nieuwe wijk is vanwege de relatieve betaalbaarheid erg populair bij Amsterdamse jonge gezinnen.

## Foto's

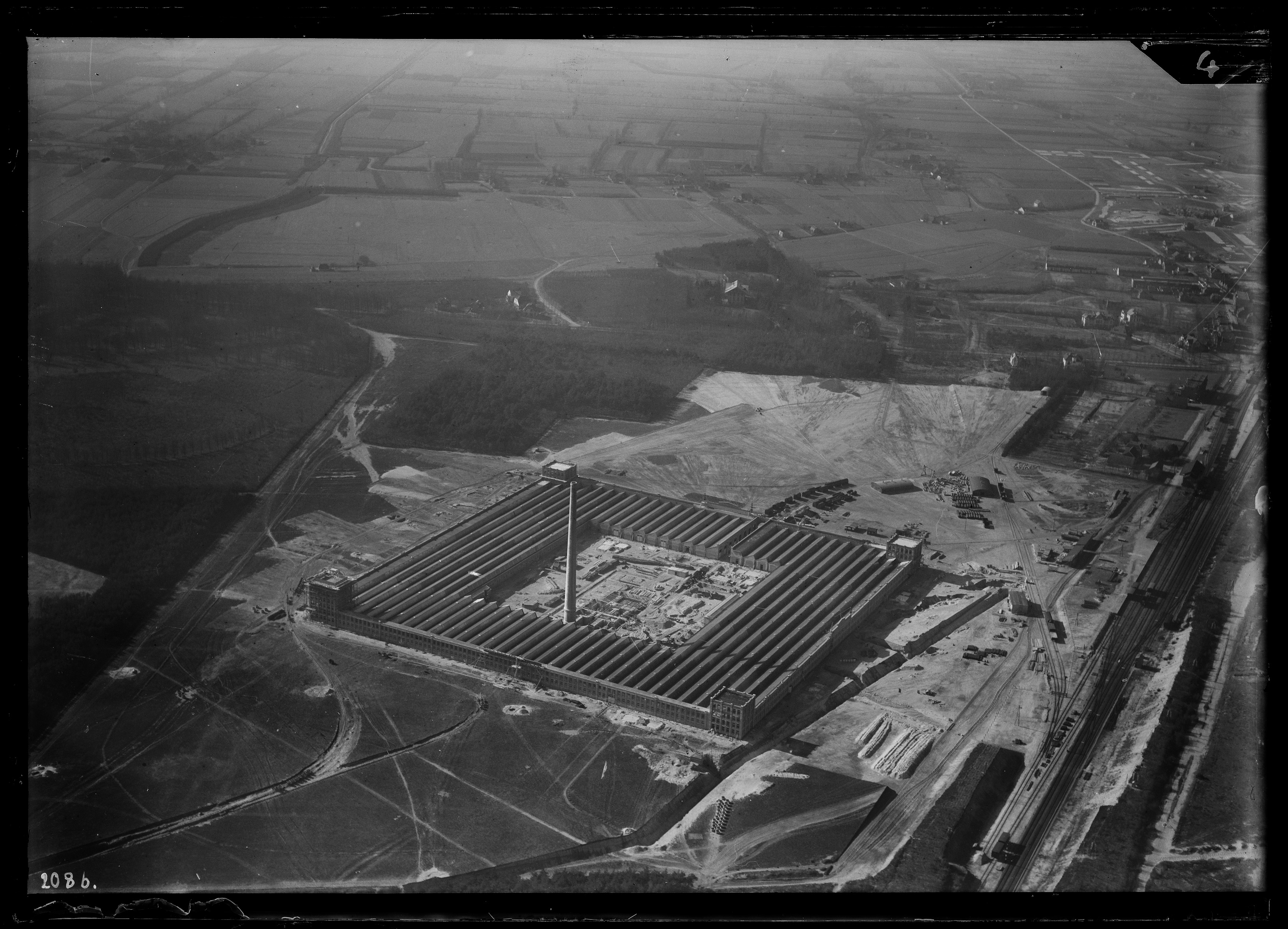
Militaire luchtfoto van ENKA in aanbouw, ca. 1922
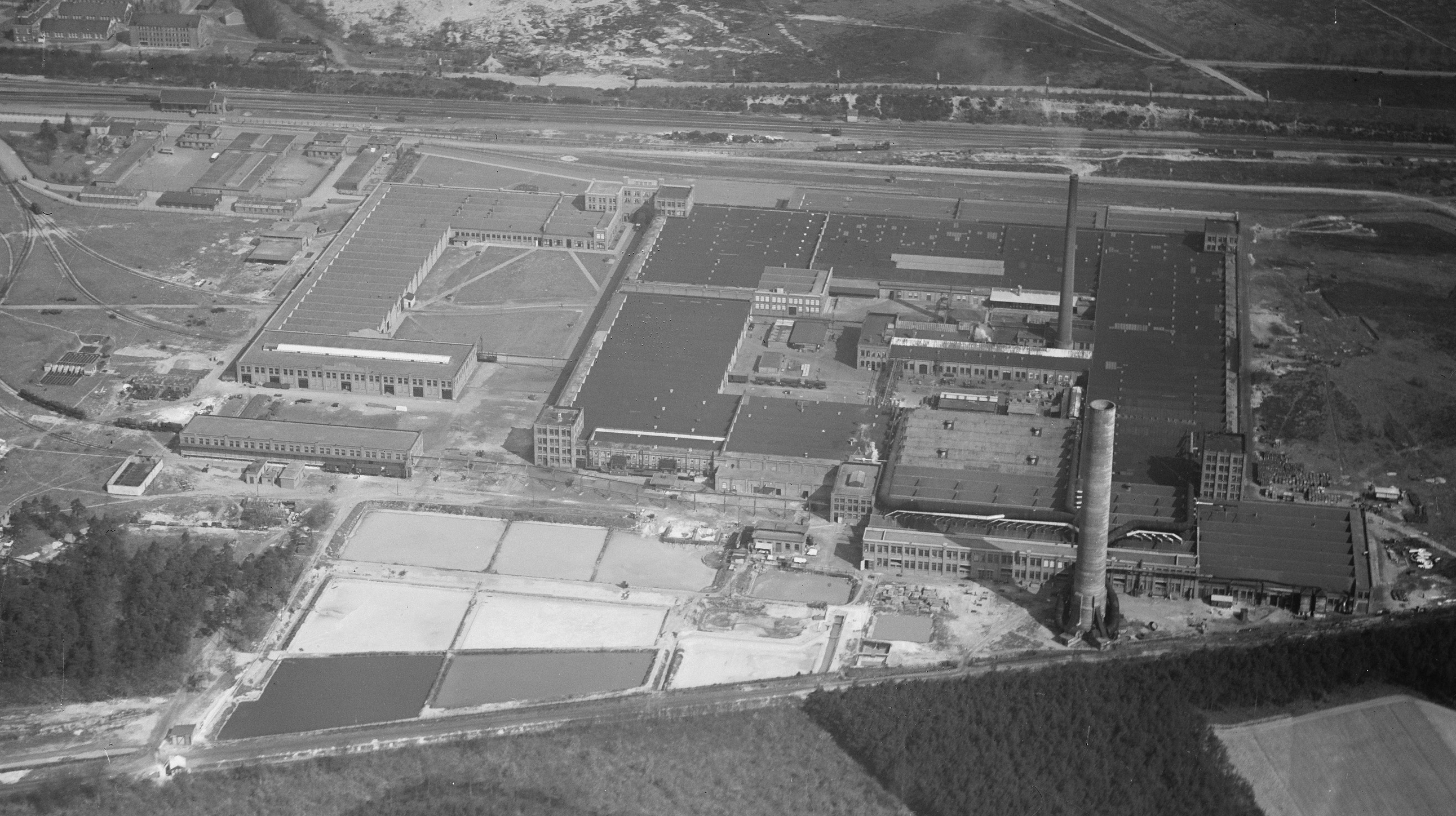
Fabriek in Ede voor WOII
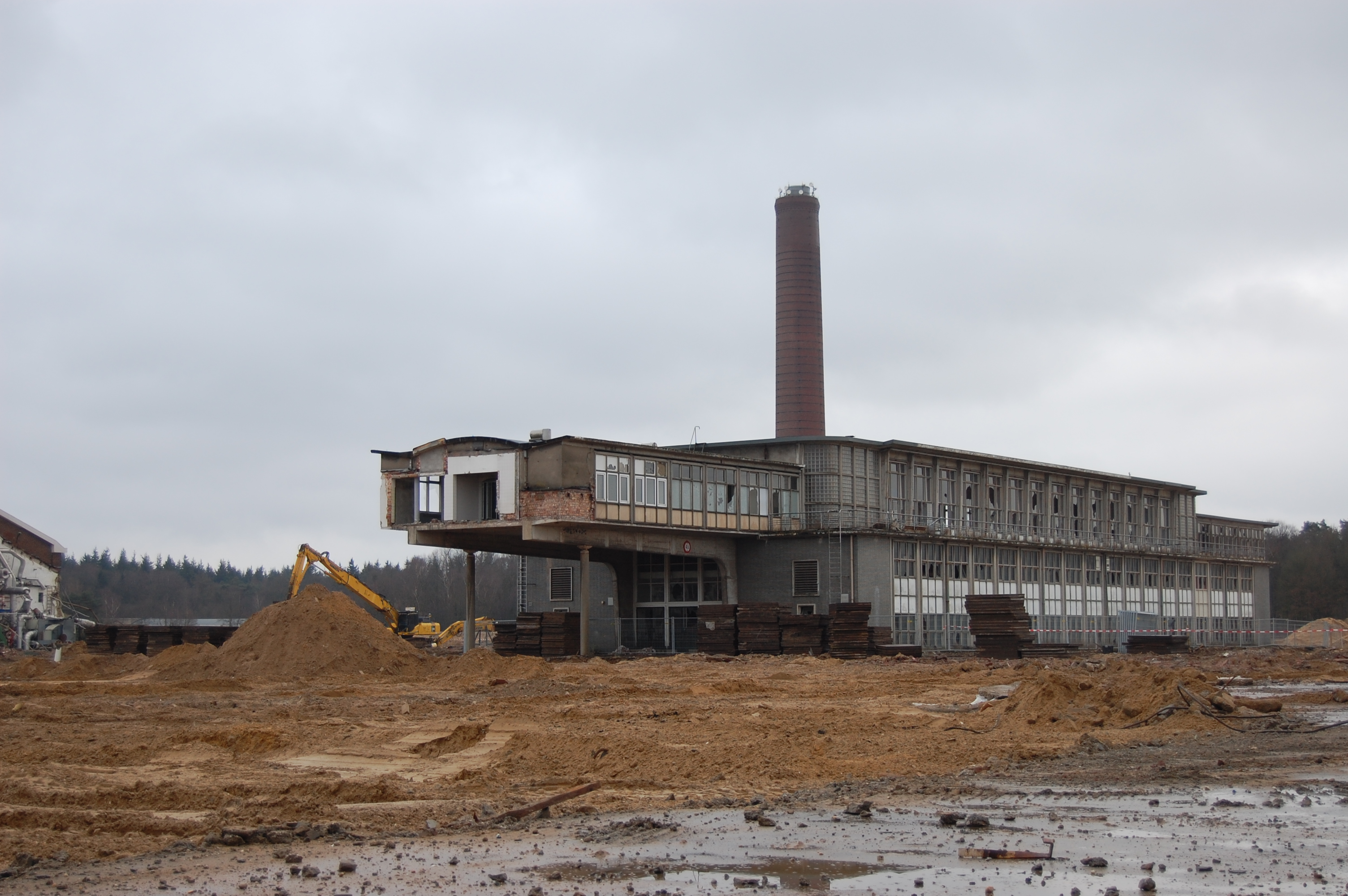
ENKA-Ede
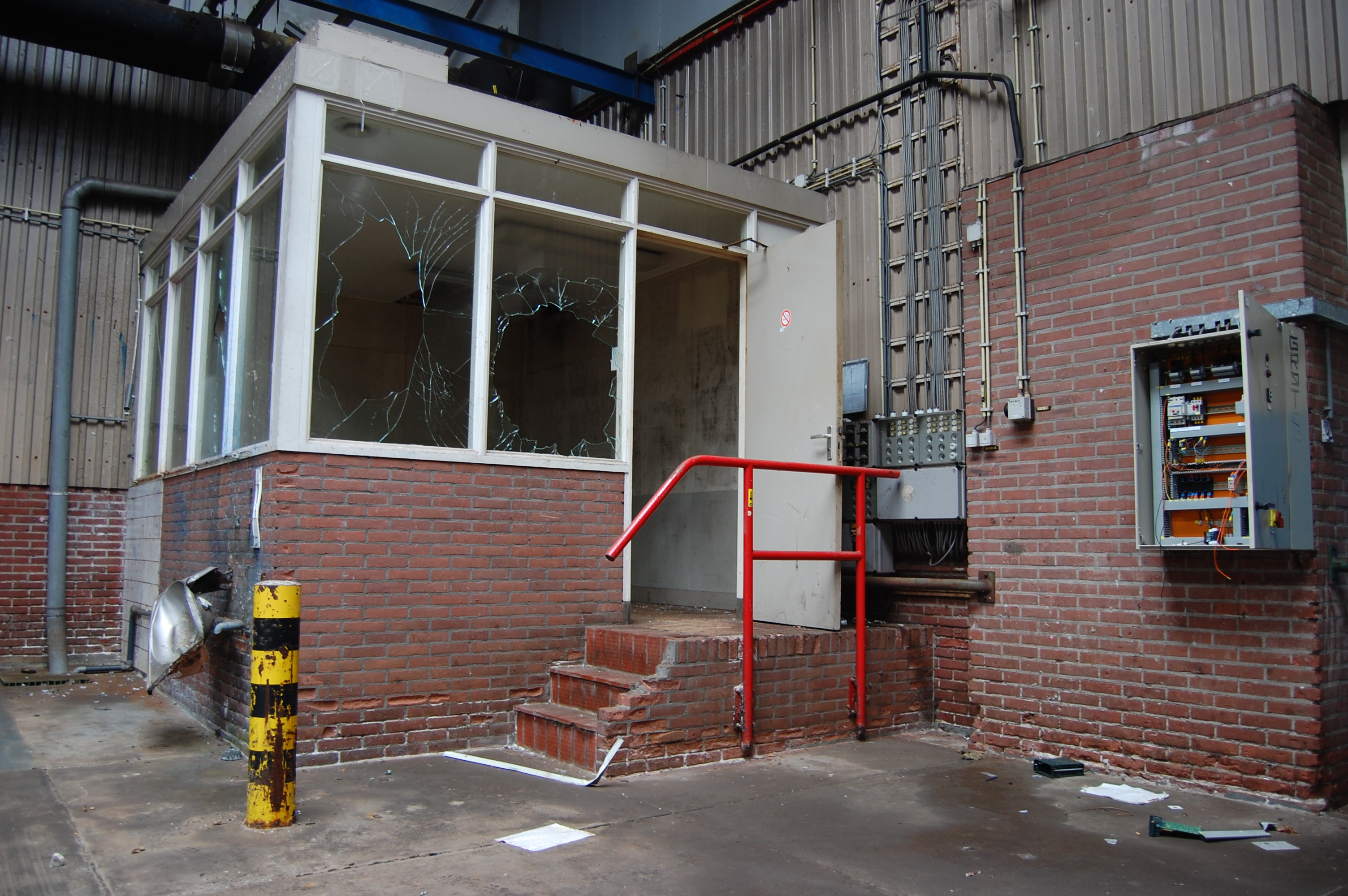
Kantoortje in een bedrijfshal
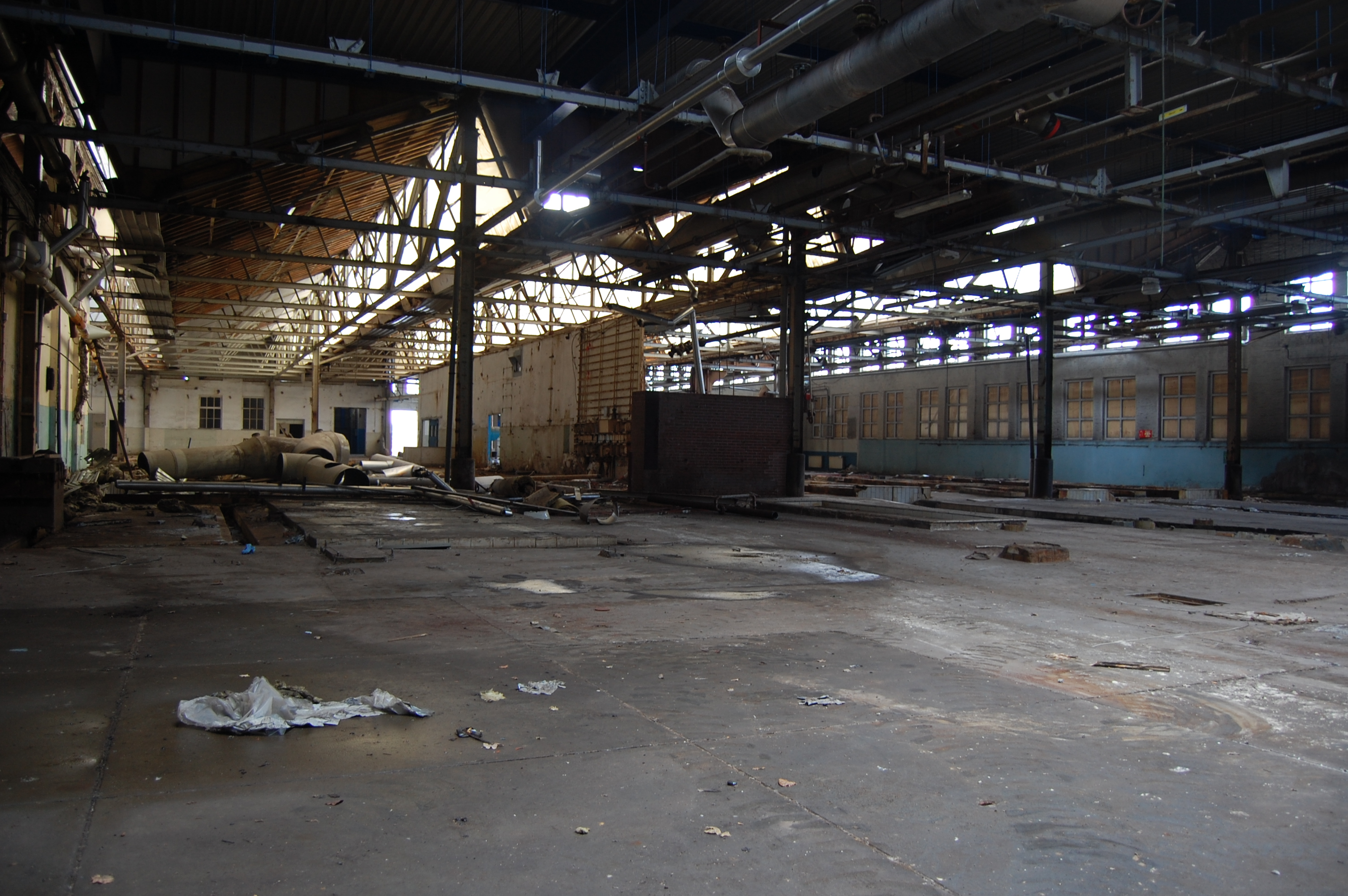
Interieur van bedrijfshal
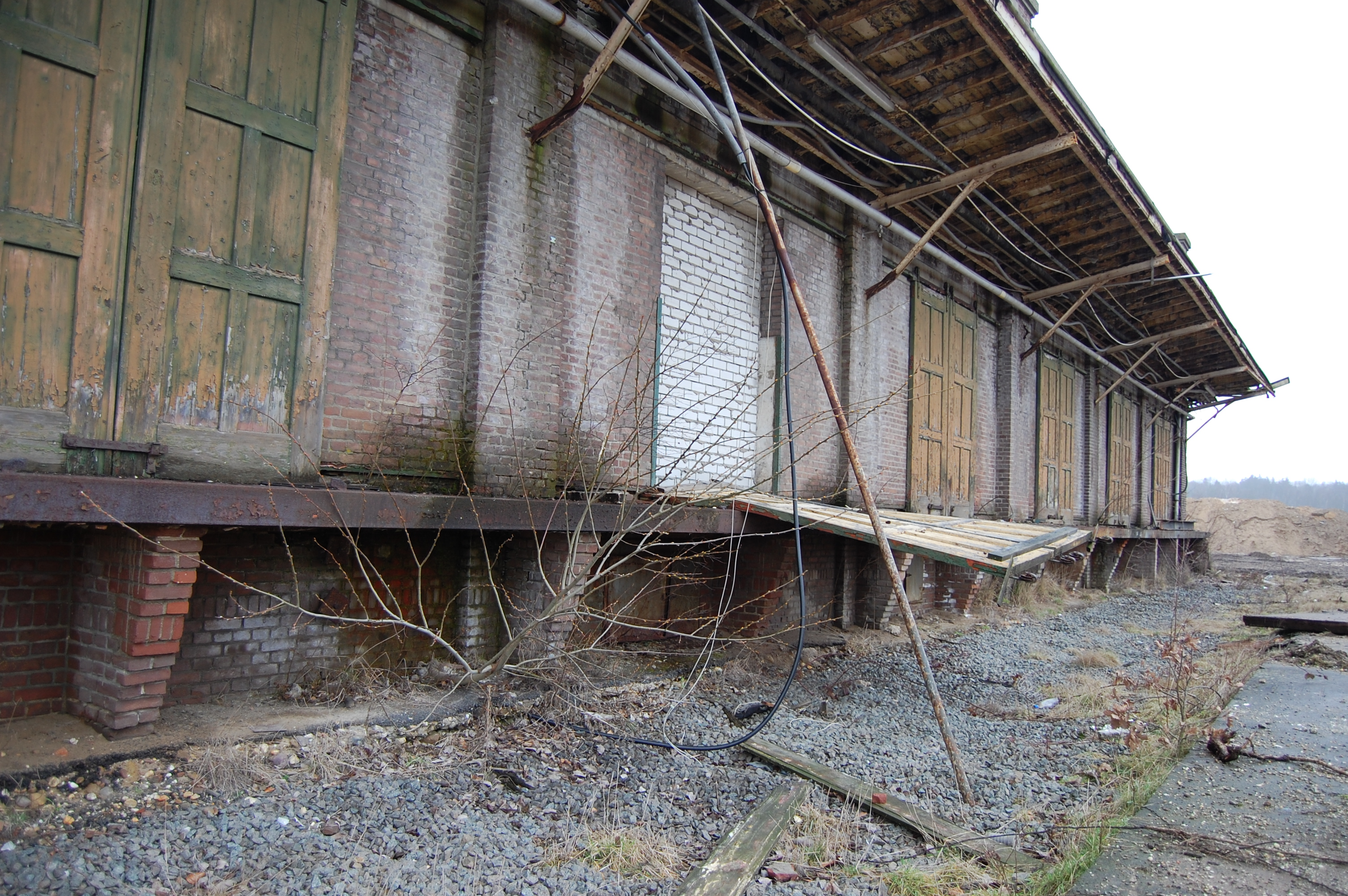
Het losperron van het chemicaliënmagazijn
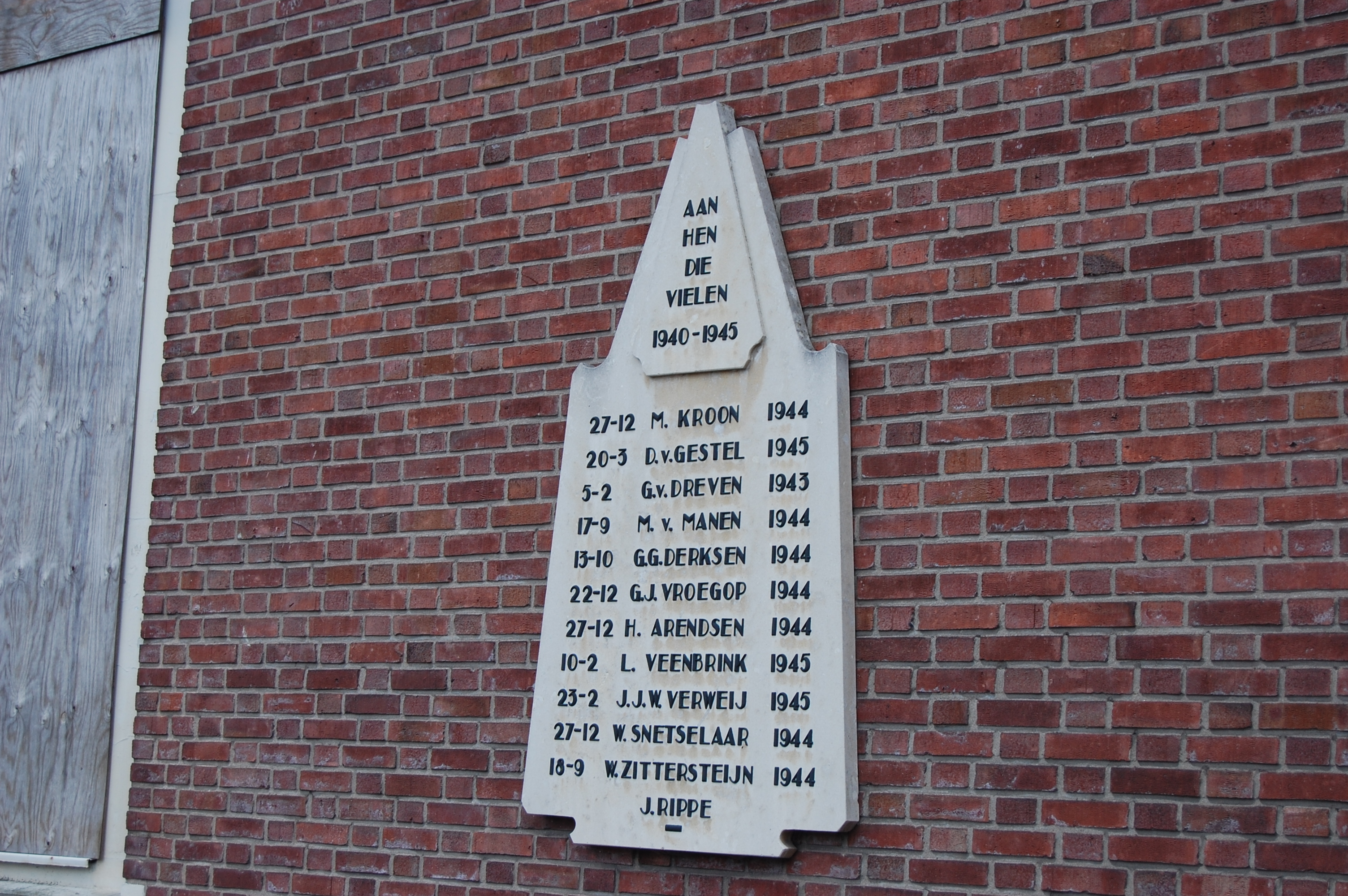
Oorlogsmonument op het ENKA-terrein (2009)
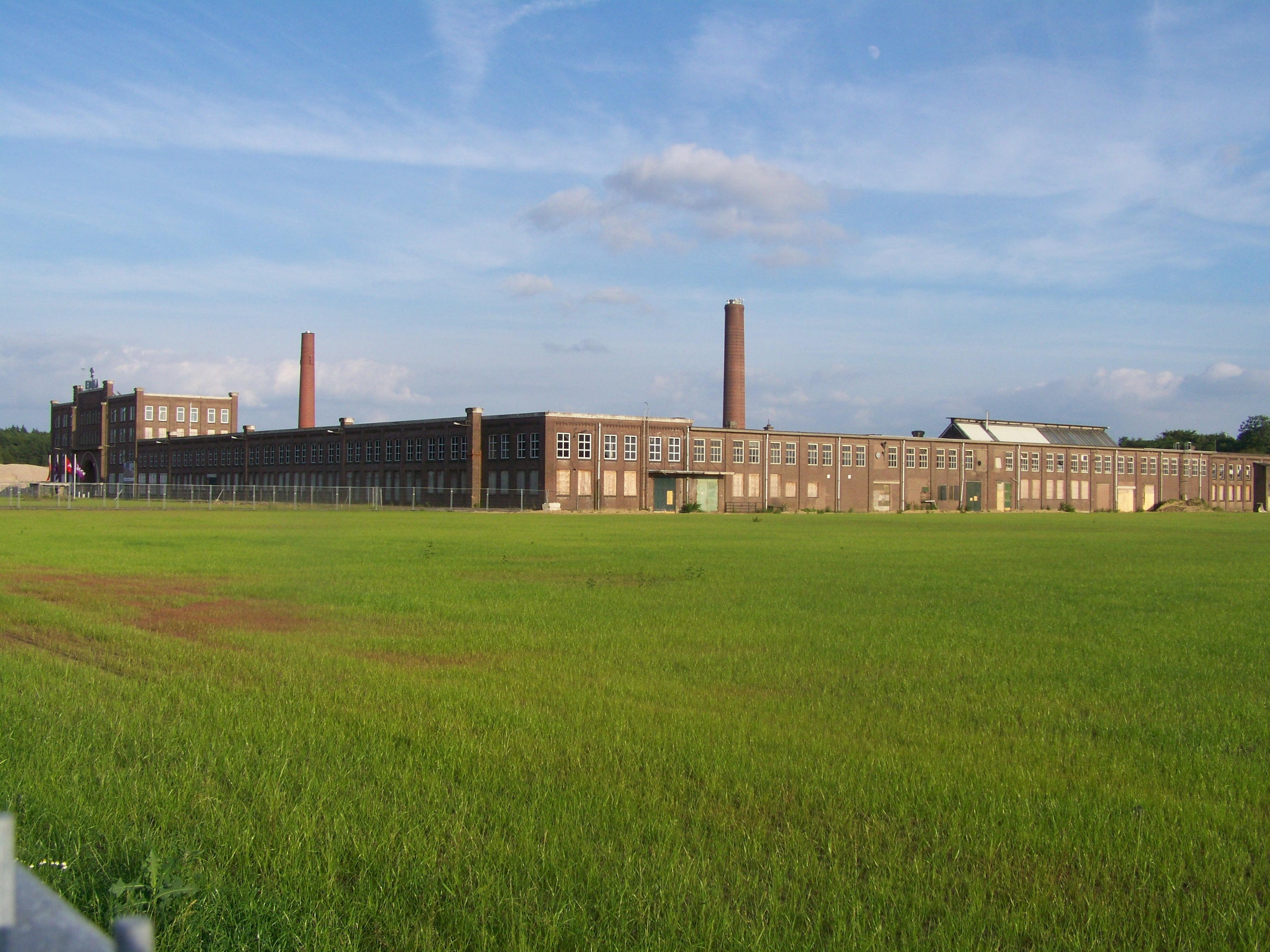
Monumentale westvleugel en schoorstenen (2010)
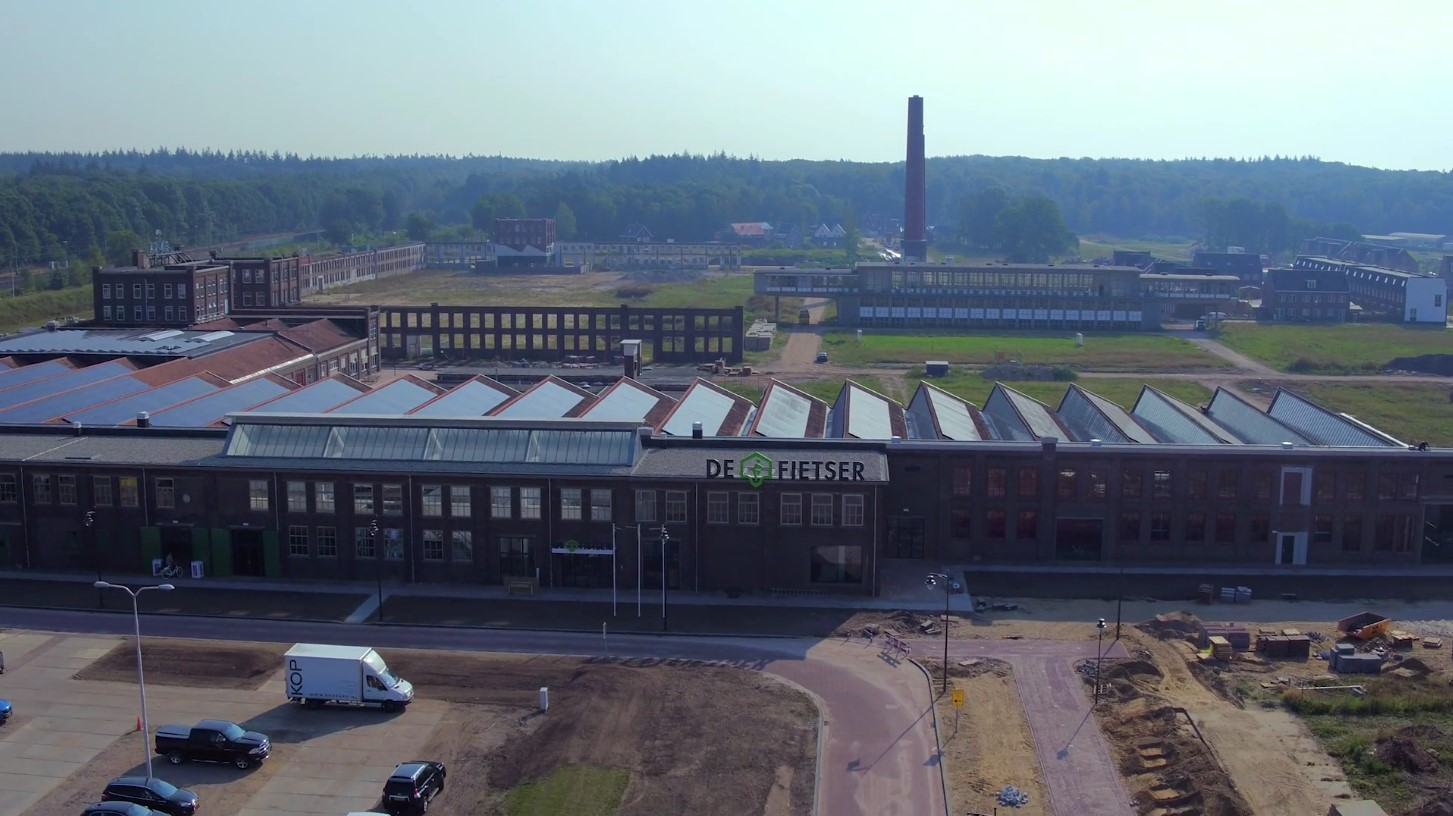
Vogelvluchtfoto van de Westhal van de Enkafabriek na restauratie (2019)